# Thomas Stanley Westoll
Thomas Stanley Westoll (West Hartlepool, 3 juli 1912 - Newcastle upon Tyne, 19 september 1995) was een Britse geoloog en paleontoloog en lange tijd hoofd van de afdeling Geologie aan de Universiteit van Newcastle.

## Opleiding en carrière
Hij werd geboren in West Hartlepool als de zoon van Horace Stanley Raine Westoll. Hij werd opgeleid aan de West Hartlepool Grammar School. Daarna studeerde hij natuurwetenschappen met een beurs aan de Universiteit van Durham, gespecialiseerd in geologie en paleontologie, waar hij in 1932 afstudeerde.
Hij vervolgde zijn postdoctorale opleiding en behaalde in 1934 zijn eerste doctoraat (Doctor of Philosophy) op basis van een studie naar vissen uit het Perm. In 1937 begon hij colleges te geven in geologie en mineralogie aan de Universiteit van Aberdeen, waarbij zijn centrale interesse de studie van fossiele vissen was. In 1943 werd hij verkozen tot Fellow van de Royal Society of Edinburgh. Hij werd genomineerd door Robert MacFarlane Neill, Thomas Phemister, Ernest Cruickshank en James Robert Matthews. De Universiteit van Aberdeen kende hem zijn tweede doctoraat (DSc) toe.
In 1948 verliet hij Aberdeen om terug te keren naar Engeland als hoogleraar geologie aan de Universiteit van Newcastle, waar hij tot zijn pensionering in 1977 bleef. Na zijn pensionering bleef hij aan als research fellow en Chairman of Convocation, de voorzitter van het bestuurslichaam van de alumni.
Hij werd verkozen tot Fellow van de Royal Society of London maart 1952. Het citaat op zijn aanvraag luidde: Westoll is een paleontoloog die door zijn beschrijving van nieuwe materialen en door de introductie van nieuwe en vruchtbare ideeën in de interpretatie van de structuur van vroege fossiele gewervelde dieren, ons begrip van de problemen die ze vertegenwoordigen enorm heeft vergroot. Hij heeft nieuwe inzichten geïntroduceerd over de oorsprong van de borstvinnen van craniaten en van de Tetrapode ledematen, heeft onze ideeën over de homologieën van de dermale schedelbeenderen van gewervelde dieren verduidelijkt en een nieuwe en overtuigende vergelijking gemaakt tussen de schedels van Amphibia en vissen, heeft belangrijke bijdragen geleverd aan de oplossing van de oude problemen van de oorsprong van het verhemelte en oor van zoogdieren. Zijn monografie van de Haplolepidae zet een nieuwe standaard voor taxonomisch werk over fossiele vissen.
Hij zat in de raad van de Royal Society en was van 1972 tot 1974 voorzitter van de Geological Society of London.

## Onderzoeksinteressen
Zijn onderzoeksinteressen waren breed, maar hij is vooral bekend om zijn werk over de evolutie van vissen. De ontwikkeling van het tetrapode lidmaat en problemen met de Siluur-Devoon grens waren enkele van de onderwerpen die hem bezighielden. Gedurende een lange academische carrière heeft hij op deze en andere gebieden krachtige en belangrijke bijdragen geleverd.

## Privéleven en overlijden
Hij trouwde twee keer: eerst in 1939 met Dorothy Cecil Isobel Wood, daarna, na een scheiding in 1951, in 1952 trouwde hij met Barbara Swanson McAdie. Hij overleed in Newcastle upon Tyne op 19 september 1995 op 83-jarige leeftijd.